# IXシリーズ
IXシリーズとは、NEC製のIPv6対応高速アクセスルータである。
IPsecなどのVPN機能、BGP4やOSPFなどのルーティングプロトコルにも対応しており、様々なVPNサービスでの活用が可能である。
IX2010やIX3010は拡張スロットを具備しており、必要に応じてBRIなどのインタフェースを拡張することができる。

## シリーズ製品
- IX2107
- IX2215
- IX2235
- IX2310
- IX3315
- IX-R2520
- IX-R2530

## 販売終了機種
- IX2106
- IX1010
- IX1011
- IX1020
- IX1050
- IX2003
- IX2004
- IX2005
- IX2005-Z(ゼロコンフィグモデル)
- IX2010
- IX2010（BRIモデル）
- IX2015
- IX2015（SIPモデル）
- IX2025
- IX2025-Z(ゼロコンフィグモデル)
- IX2105
- IX2105-Z(ゼロコンフィグモデル)
- IX2207
- IX2215-Z(ゼロコンフィグモデル)
- IX3010
- IX3015
- IX3110
- IX3110-Z(ゼロコンフィグモデル)

## プログラムファイル・ダウンロード終了機種
- IX1000シリーズ(IX1000,IX1011,IX1020,IX1050)
- IX2003
- IX2004
- IX2005
- IX2010,IX2015,IX2025
- IX2105
- IX3010

## NetMeister対応機種
※NetMeister経由で、最新ソフトウエア（ファームウエア）を適用可能。
- IX2105（2025年10月31日対応終了）
- IX2106
- IX2107
- IX2207
- IX2215
- IX2235
- IX3015
- IX3110（2027年4月30日対応終了）
- IX3315